# فأر جيبي كبير
فأر جيبي كبير (الاسم العلمي: Perognathus amplus) هو نوع من الحيوانات يتبع جنس فأر جيبي حريري من فصيلة الغوفرية.